# Myriophyllum aquaticum
Myriophyllum aquaticum é uma espécie de planta com flor pertencente à família Haloragaceae. 
A autoridade científica da espécie é (Vell.) Verdc., tendo sido publicada em Kew Bulletin 28(1): 36. 1973.

## Portugal
Trata-se de uma espécie presente no território português, nomeadamente em Portugal Continental.
Em termos de naturalidade é introduzida na região atrás indicada.

## Protecção
Não se encontra protegida por legislação portuguesa ou da Comunidade Europeia.